# USA:s nationella julgran

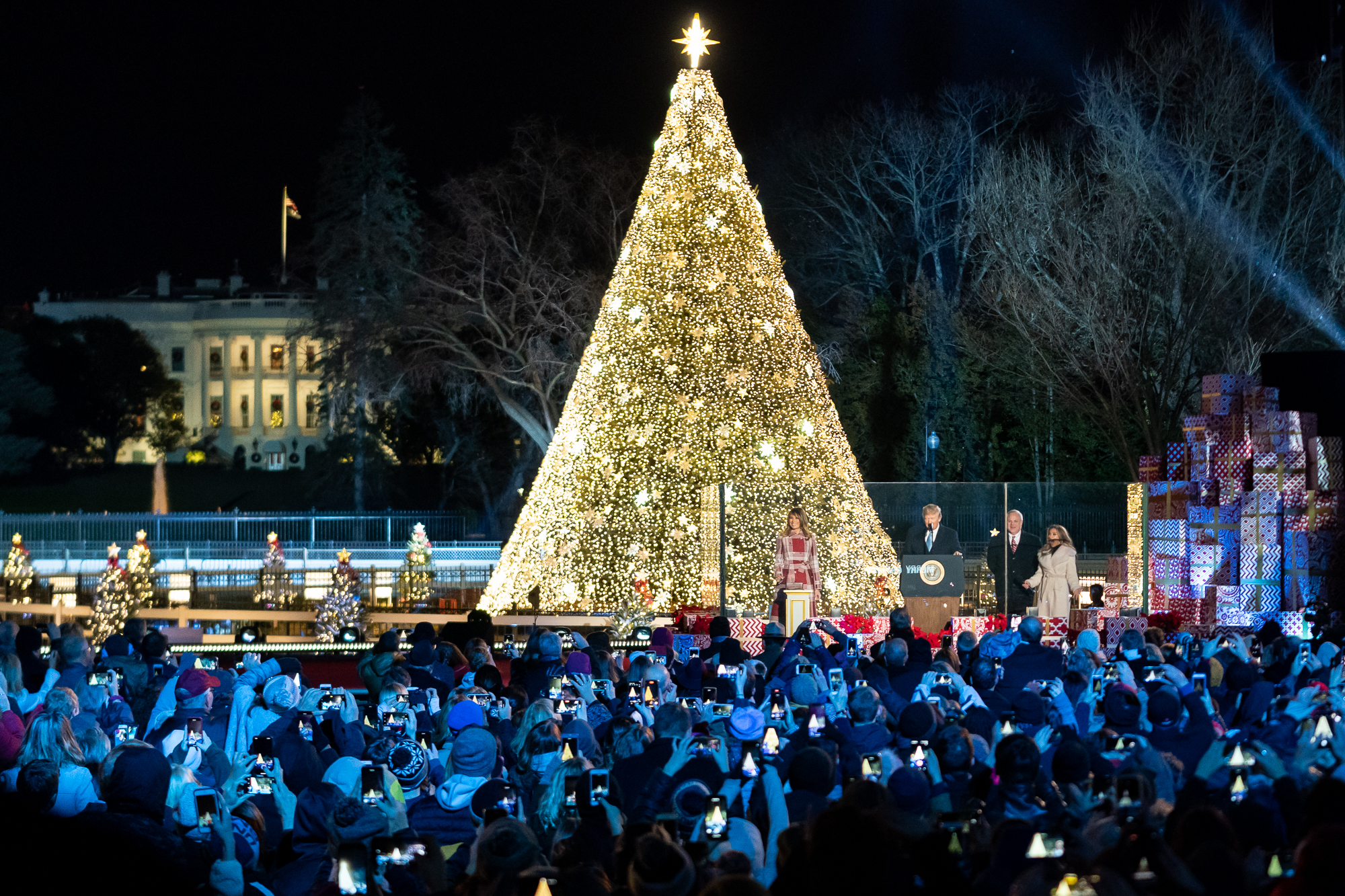
2019 års julgran.

USA:s nationella julgran är en julgran som årligen reses vid The Ellipse utanför Vita huset i Washington, DC, varje år sedan 1923. I början av december varje år medverkar USA:s president vid ljuständningen. Alla presidenter sedan Franklin D. Roosevelt har medverket formellt. Sedan 1954, har händelsen varit starten på en månadslång festperiod vid namn Pageant of Peace. Mindre julgranar, som representerar USA:s delstater, District of Columbia samt USA:s icke-organiserade territorier placeras bredvid, och kallas Pathway to Peace.

### Fotnoter
1. ↑  Domke and Coe, p. 89.
2. ↑  Domke and Coe, p. 88-89.
3. ↑  Ford, p. 39.
4. ↑  "Students, Artist, Create Ornaments for the National Christmas Tree." Norwich Bulletin. 9 december 2010. Läst 19 oktober 2011.